# Justyna Steczkowska
Justyna Maria Steczkowska (Rzeszów, 2 agosto 1972) è una cantante polacca.
Ha rappresentato la Polonia all'Eurovision Song Contest 1995 con il brano Sama, classificandosi al diciottesimo posto, e nuovamente nel 2025 con Gaja, concludendo quattordicesima.

## Biografia
Justyna Steczkowska è nata a Rzeszów ed è cresciuta a Baranówka, un piccolo villaggio nel voivodato della Precarpazia. È la quarta di nove figli di Danuta e Stanisław Steczkowski, un insegnante di musica e direttore d'orchestra. Suo padre proveniva da una famiglia di Gorali, mentre la famiglia della madre era di origine tatara.
Quando aveva cinque anni, si è trasferita con la sua famiglia a Stalowa Wola, dove ha frequentato la scuola di musica statale "Ignacy Jan Paderewski". Nel 1991 si è diplomata al liceo musicale agglomerato al complesso scolastico di musica n. 1 di Rzeszów. Justyna ha iniziato a suonare il violino in una band composta da vari membri della famiglia, prima di intraprendere una carriera da solista. Ha un'estensione vocale di quattro ottave.
È salita alla ribalta nel 1993, partecipando all'edizione inaugurale del programma musicale Szansa na sukces, venendo proclamata vincitrice del concorso grazie alla sua interpretazione del brano Buenos Aires dei Maanam. Negli anni successivi ha partecipato a vari festival musicali come il Festival nazionale della canzone polacca a Opole e il Festival della canzone baltica.
Nel 1995 è stata selezionata dell'emittente TVP per rappresentare la Polonia all'Eurovision Song Contest a Dublino, con il brano Sama. Nel maggio successivo, Justyna Steczkowska si è esibita per prima nella finale eurovisiva, dove si è piazzata al 18º posto su 23 partecipanti con 15 punti totalizzati.
Dal 1996 ha pubblicato diciannove album in studio, di cui quindici da solista e quattro registrati con altri artisti del calibro di Paweł Deląg, Maciej Maleńczuk, Boban Marković e Urszula Dudziak; ha inoltre composto e registrato la colonna sonora per la pellicola Na koniec świata. Nel corso della sua carriera ha ricevuto sei Fryderyk, i principali riconoscimenti musicali in Polonia, e una medaglia di bronzo Gloria Artis per il merito alla cultura.
Nel 2007 è stata finalista della sesta edizione di Taniec z gwiazdami, versione polacca dello show Dancing with the Stars. È stata inoltre coach nel programma The Voice of Poland per sei stagioni, e due dei suoi concorrenti hanno vinto la competizione.
Alla fine del 2023 si è proposta per rappresentare la Polonia all'Eurovision Song Contest 2024. Nonostante sia stata selezionata tra i possibili candidati, il suo brano Witch-er Tarohoro si è classificato al secondo posto, perdendo di un solo punto a favore del brano The Tower di Luna. L'anno successivo è rientrata tra i finalisti di Polskie Kwalifikacje, il nuovo processo di selezione del rappresentante polacco all'Eurovision Song Contest, dove ha presentato l'inedito Gaja, vincendo la competizione con oltre il 40% di preferenze da parte del pubblico, guadagnandosi così l'onore di rappresentare nuovamente la Polonia sul palco eurovisivo di Basilea. Dopo aver superato la prima semifinale dell'Eurovision Song Contest, si è classificata al 14º posto nella finale del 17 maggio con 156 punti.

## Vita privata
Da giovane è stata legata sentimentalmente allo psicologo Paweł Fortuna. Nel 2000 ha sposato l'architetto e modello Maciej Myszkowski, con cui ha avuto tre figli: Leon (nato nel 2000), Stanisław (nato nel 2005) e Helena (nata nel 2013). Il 27 aprile 2017 la coppia ha annunciato la separazione, ma hanno successivamente risolto la crisi matrimoniale.

## Discografia

### Album in studio
- 1996 – Dziewczyna szamana
- 1997 – Naga
- 2000 – Dzień i noc
- 2001 – Mów do mnie jeszcze (con Paweł Deląg)
- 2002 – Alkimja
- 2004 – Femme fatale
- 2007 – Daj mi chwilę
- 2008 – Puchowe kołysanki
- 2009 – To mój czas
- 2011 – Mezalianse (con Maciej Maleńczuk)
- 2012 – XV
- 2013 – Puchowe kołysanki 2
- 2014 – Anima
- 2015 – I na co mi to było? (con Boban Marković)
- 2019 – Maria Magdalena. All Is One
- 2022 – Szamanka
- 2023 – Steczkowska Demarczyk
- 2024 – Witch Tarohoro

### Album dal vivo
- 2013 – Przystanek Woodstock
- 2017 – Anima (Live)
- 2020 – Koncert leśny

### Raccolte
- 2003 – Złota kolekcja: Moja intymność

### Colonne sonore
- 1997 – Na koniec świata

### Singoli
- 2024 – Gaja